# Suga (Sprache)
Die Sprache Suga, auch bekannt als Galim, Nyemnyem und Nizaa, ist eine mambiloide Sprache des Kamerun.
Es wird vom Volk der Suga gesprochen. Im Jahr 1985 gab es ca. 10.000 Sprecher im Land.